# Grotka w Mnichu
Grotka w Mnichu – schron jaskiniowy we wsi Kobylany, w gminie Zabierzów  w powiecie krakowskim. Znajduje się w turni Mnich w lewym zboczu Doliny Kobylańskiej. Pod względem geograficznym jest to obszar Wyżyny Olkuskiej wchodzący w skład Wyżyny Krakowsko-Częstochowskiej.

## Opis jaskini
Schronisko ma tylko jeden trudno dostępny otwór w południowej ścianie Mnicha. Znajduje się on około 9 m powyżej jej podstawy, dostać się do niego można wspinaczką (V w skali polskiej), lub przez zjazd na linie (II). Otwór ma rozmiar 2 × 2,5 m, za nim znajduje się salka o wysokości 1,8 m i rozmiarach 2 × 2,2 m. Wychodzi z niej na zewnątrz skały niewielkie okno skalne.
Jest to schronisko wytworzone w wapieniach górnej jury. Jest w pełni oświetlone. Dno pokryte drobnym rumoszem, na ścianach brak nacieków.

## Historia poznania
Po raz pierwszy do Grotki w Mnichu dotarli R. Łazarski i J. Rudnicki w 1953 r. W piśmiennictwie po raz pierwszy wzmiankowali go K. Baran i T. Opozda w 1983 r. Schronisko pomierzył J. Nowak  7 grudnia 2003 r., on też opracował jego plan.

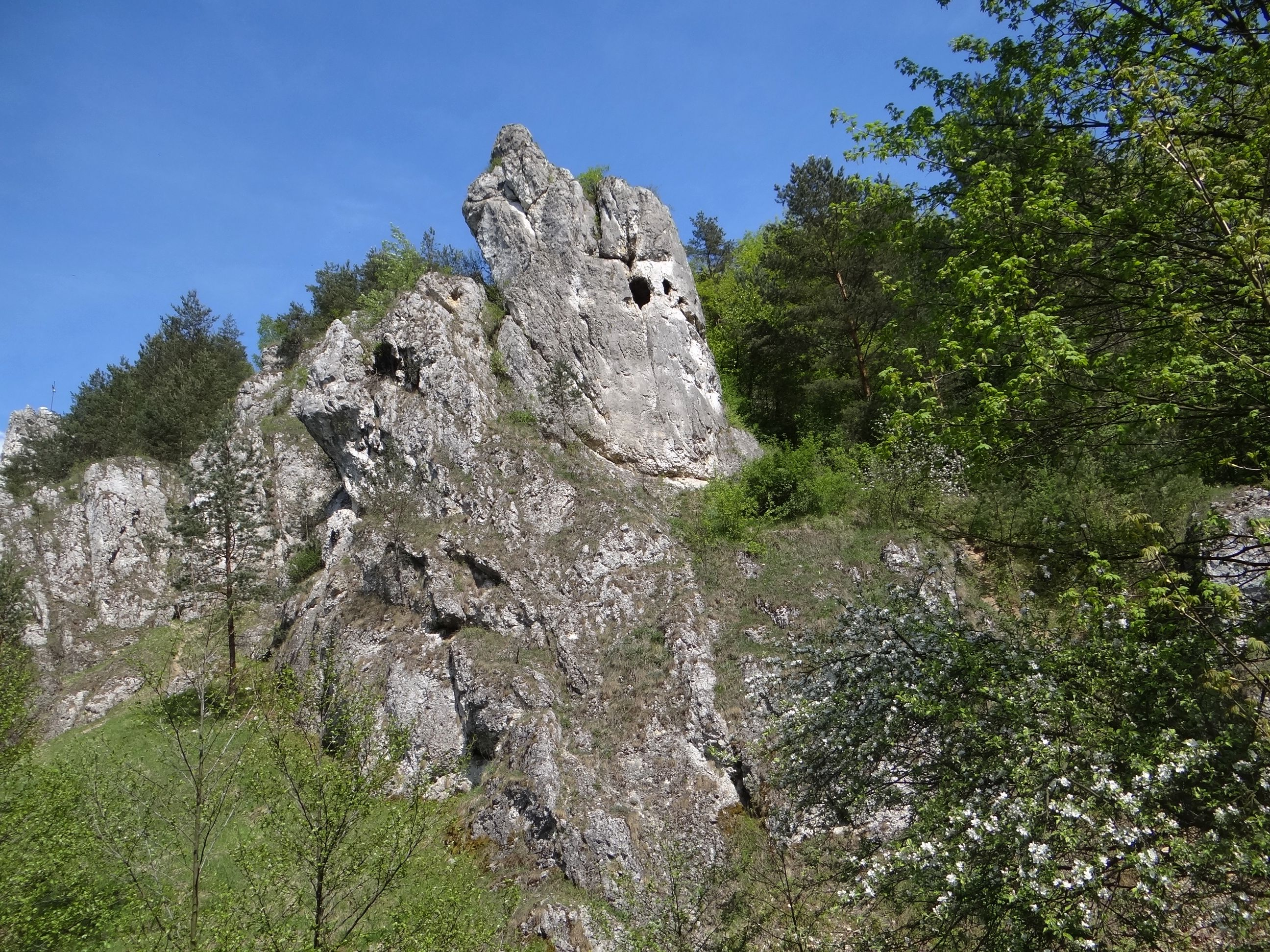
Widoczny otwór schroniska